# Ghali
Ghali Amdouni (cunoscut prin numele de scenă Ghali, n. 21 mai 1993, Milano) este un cântăreț de muzică rap de origine tunisiano-italiană. Născut în suburbiile Milanului a început să cânte Rap sub numele de Fobia, schimbându-și numele mai târziu în Ghali Foh.
În 2011, el a făcut parte din Troupe D'Elite, pe care îl includea și pe rapperul Er Nyah (cunoscut mai târziu ca Ernia), cântărețul Maite și producătorul Fonzie (mai târziu cunoscut sub numele de Fawzi). În același an, a primit o invitație de la rapperul Gué Pequeno, pentru a semna cu casa de discuri Tanta Roba.
În octombrie 2016, Ghali a lansat cea mai de succes melodie a sa, „Ninna nanna” prin intermediul Sto Records. Videoclipul a avut 73 de milioane de vizionări pe Youtube, un record pentru un artist italian de debut. Ghali a primit laude și pe scena literară italiană și în ziarele importante, scriitori precum Roberto Saviano numindu-l "o binecuvântare" în La Repubblica sau Vanni Santoni lăudându-i aptitudinile poetice pe Il Corriere della Sera.